# AMA Film Academy
AMA Film Academy – prywatna szkoła artystyczna i filmowa powstała w 2010 roku w Krakowie posiadająca wpis do Rejestru Szkół Artystycznych Ministerstwa Kultury i Dziedzictwa Narodowego. Założycielem szkoły jest spółka 8 1/2 media oraz Piotr Lenar – operator filmowy, producent filmowy, wykładowca.

## Działalność
Szkoła kształci w zakresie nowoczesnych dziedzin audiowizualnych: reżyserii, sztuki operatorskiej, postprodukcji obrazu i dźwięku, scenariopisarstwa, gry aktorskiej, dźwięku i muzyki w filmie oraz produkcji filmowej. Realizuje zajęcia praktyczne i teoretyczne przygotowujące do pracy na planach zdjęciowych. Kształci także w systemie zaocznym na kierunkach związanych z produkcją filmową i telewizyjną.

## Wykładowcy
Stała kadra AMA Film Academy to zespół blisko stu osób. W tym wykładowcami szkoły są m.in. Krzysztof Zanussi, Ewa Kasprzyk, Krzysztof Globisz, Xawery Żuławski, Marcin Koszałka, Jarosław Żamojda, Janusz Kondratiuk, Paweł Królikowski, Andrzej Chyra, Bartłomiej Topa, Bogumił Godfrejów i Jacek Bławut. Pracownicy szkoły to osoby czynne w środowisku filmowym.